# 壹鑑寺
壹鑑寺（いっかんじ）は、埼玉県和光市にある曹洞宗の寺院。

## 歴史
寛永年間（1624年 - 1644年）、旗本の酒井忠重の開基である。忠重の当初の所領だった川越に寺を創建したのが当寺の由来である。その後の転封に伴い、現在地に移転した。寺号の「壹鑑」は忠重の法名に由来している。以降、忠重系酒井氏の菩提寺となっている。
1859年（安政6年）の火災がきっかけで、寺運衰微していったが、昭和に入って再建に乗り出し、本堂を整備するなど徐々に復興している。

## 文化財
- 五輪塔（和光市指定文化財 昭和44年10月4日指定）[3]

## 交通アクセス
- 路線バス新倉坂下停留所より徒歩4分。